# Hashimura Yuta
Yuta Hashimura (sinh ngày 10 tháng 9 năm 1991) là một cầu thủ bóng đá người Nhật Bản.

## Sự nghiệp câu lạc bộ
Yuta Hashimura đã từng chơi cho Yokohama FC và Giravanz Kitakyushu.